# Archie (série de televisão)
Archie é uma série de televisão britânica de 2023 criada e escrita por Jeff Pope e dirigida por Paul Andrew Williams. A série retrata a vida de Cary Grant, interpretado por Jason Isaacs. O elenco inclui Kara Tointon, Harriet Walter, Jason Watkins, Calam Lynch e Laura Aikman.

## Sinopse
A série conta a história de Archibald Leach, que nasceu na pobreza em Bristol em 1904 e se tornou o Cary Grant de Hollywood. Cenas do final da década de 1960 mostram Grant enfrentando problemas pessoais em Los Angeles que afetaram sua felicidade, mesmo tendo se tornado uma estrela internacional e feito muitos filmes de sucesso.

## Elenco
- Jason Isaacs como Cary Grant
- Harriet Walter como Elsie Leach
- Laura Aikman como Dyan Cannon
- Ian Puleston-Davies como Bob Pender
- Ian McNeice como Alfred Hitchcock
- Jason Watkins como Stanley Fox[1]
- Niamh Cusack como Alma Reville
- Lily Travers como Grace Kelly
- Lolly Jones como Mae West
- Stella Stocker como Audrey Hepburn
- Christian Lees como George Burns
- Alexandra Guelff como Doris Day[2]
- Ellie MacDowall como Jennifer Grant
- Laura Ferries como Virginia Cherrill[3]

## Lançamento
A série foi lançada em 23 de novembro de 2023 no Reino Unido, no serviço de streaming ITVX, e posteriormente transmitida pela ITV. Foi disponibilizada nos EUA em 7 de dezembro de 2023, no serviço de streaming BritBox.

## Recepção
No Rotten Tomatoes, a série detém um índice de 74 % de aprovação, com base em 19 críticas. O consenso dos críticos do site diz: "A interpretação convincentemente alegre de Jason Isaacs sobre o grande Cary Grant eleva esta série biográfica de outra forma irregular, que se concentra nos demônios da estrela sem alcançar qualquer esclarecimento real".